# CBD-DMH
Kanabidiol-dimetilheptil (CBD-DMH ili DMH-CBD) je sintetički homolog kanabidiola u kome je pentilni lanac zamenjen dimetilheptilnim lancom. Poznato je nekoliko izomera ovog jedinjenja. Izomer koji je najčešće korišćen u istraživanjima je (−)-CBD-DMH. On ima istu stereohemiju kao i prirodni kanabidiol, ali 1,1-dimetilheptilni bočni lanac. Ovo jedinjenje nije psihoaktivno i deluje prvenstveno kao anandamidni inhibitor preuzimanja. Ono je potentnije od kanabidiola kao antikonvulsant i ima približno istu potentnost kao antiinflamatorno sredstvo. Neočekivano je utvrđeno da veštački enantiomer (+)-CBD-DMH, koji ima reverznu stereohemiju od kanabidiola, direktno deluje kao agonist kanabinoidnog receptora sa Ki od 17.4nM na CB1 i 211nM na CB2, i proizvodi tipične kanabinoidne efekte u studijama na životinjama.
Još jedno blisko srodno jedinjenje je poznato. Ono ima dvostruku vezu u cikloheksenskom prstenu pomerenu na 1,6-poziciju umesto 2,3-pozicije (i.e. analogno je sintetičkim THC analozima, poput paraheksila). Kod tog jedinjenja je izopropenilna grupa zasićena do izopropilne, i ono ima 1,2-dimetilheptilni bočni lanac. Ovo jedinjenje je sintetisano Birčovom redukcijom iz 1,2-dimetilheptilnog analoga kanabidiola. Ono isto tako proizvodi potentne kanabinoidima slične efekte kod životinja, ali ima tri hiralna centra i sastoji se od smeše osam stereoizomera, koji nisu pojedinačno izučavanji, te nije poznato koji su enantiomeri aktivni.

## Literatura
- Hardman JG, Limbird LE, Gilman AG (2001). Goodman & Gilman's The Pharmacological Basis of Therapeutics (10. изд.). New York: McGraw-Hill. ISBN 0071354697. doi:10.1036/0071422803.
- Thomas L. Lemke; David A. Williams, ур. (2007). Foye's Principles of Medicinal Chemistry (6. изд.). Baltimore: Lippincott Willams & Wilkins. ISBN 0781768799.